# 수산인더스트리
주식회사 수산인더스트리는 수산그룹 계열의 발전 플랜트 종합정비 기업이다.

## 역사
1983년 석원산업으로 설립되었다.

## 사업
바라카원자력발전소(BNPP)에 대한 계획예방정비(OH) 공급 계약 체결을 했다.

## 본점 및 지점 현황
- 본사: 충청남도 천안시 서북구 천일고3길 47 (신당동)
- 서울사무소: 서울특별시 강남구 밤고개로1길 10, 307호 (수서동, 현대벤처빌)